# La Antena
La Antena ist ein 2007 erschienener dystopischer Science-Fiction-Film des argentinischen Regisseurs Esteban Sapir. Mit einer fast ausschließlich aus Musik bestehenden Tonspur, bewusst künstlichen Kulissen, in Schwarzweiß fotografierten Bildern und Anspielungen auf Filme wie Die Reise zum Mond (1902) und Metropolis (1927) ist La Antena eine Hommage an die Stummfilmära.

## Handlung
In der „Stadt ohne Stimmen“ (original: „Ciudad sin voz“) haben die Bewohner ihre Fähigkeit zu sprechen verloren. Ein diktatorischer Herrscher namens „Señor TV“ kontrolliert die Bevölkerung über das Fernsehen. Im Programm seines Senders tritt die Sängerin „La Voz“ auf, die noch über eine Stimme verfügt. Auch der Sohn der Sängerin, den sie vor der Außenwelt versteckt hält und der keine Augen hat, beherrscht das Sprechen. Ana, die Tochter eines Fernsehtechnikers, freundet sich mit dem Jungen an.
Señor TV lässt La Voz entführen. Mittels einer von dem Wissenschaftler Dr. Y entwickelten Technik soll ihre in ein akustisches Signal umgewandelte Stimme dazu dienen, die Einwohner der Stadt in Tiefschlaf zu versetzen. Der Fernsehtechniker erfährt von dem Plan und macht sich mit seiner Familie und La Voz’ Sohn zu einer stillgelegten Sendestation auf, um von dort ein Signal auszustrahlen, das Señor TVs Pläne vereiteln soll. Zwar gelingt ihnen die Instandsetzung der Station, doch der eintreffende Polizeichef verhindert die Ausstrahlung des Störsignals. La Voz’ Stimme geht wie geplant auf Sendung; die Bevölkerung fällt in einen tiefen Schlaf, und mittels einer von einem Kind bedienten Apparatur werden den Menschen auch die Wörter, ihre letzte Kommunikationsmöglichkeit, gestohlen.
Der Fernsehtechniker kann den Polizeichef überwältigen, und die Stimme von La Voz’ Sohn geht auf Sendung. Das Kind, das die Wörter raubende Maschine bediente, stirbt, die Macht von Señor TV ist gebrochen. Die Einwohner haben ihre Wörter und ihre Stimme zurückgewonnen.

## Hintergrund
Der Film eröffnete das Internationale Filmfestival von Rotterdam 2007. Die deutsche Premiere fand im selben Jahr auf dem Fantasy Filmfest statt. In Deutschland startete der Film nicht regulär in den Kinos, sondern erschien auf DVD. Am 1. Oktober 2011 wurde er erstmals im deutschen Fernsehen ausgestrahlt.

## Analyse
La Antena wurde komplett in Schwarzweiß gedreht. Die Tonspur besteht, gleich einem Stummfilm, fast ausschließlich aus Musik, nur La Voz und ihr Sohn haben einige gesprochene Dialogzeilen. Anders als in Stummfilmen üblich, werden die Dialoge der übrigen Protagonisten nicht in Zwischentiteln, sondern in das laufende Bild eingeblendet. Statt moderner CGI-Technik bedient sich Sapir klassischer Tricktechniken wie Miniatursets und Stop-Motion.

## Kritiken
„Experimentelle schwarz-weiße Science-Fiction-Dystopie, die durch ihre Formfreude beeindruckt. Eine verspielt-bizarre Allegorie in Anlehnung an expressionistische Stummfilme über die Sprachlosigkeit einer gleichgeschalteten Gesellschaft.“

„‚La Antena‘ ist eine optisch beeindruckende in s/w gefilmte Hommage an die fast vergessene Stummfilmepoche. Mit viel Liebe zum Detail, gespickt mit skurrilen Charakteren und überraschenden, gewitzten Einfällen und einer berührenden Bildersprache erzählt der argentinische Regisseur Esteban Sapir in seinem zweiten Spielfilm die Geschichte von einer Familie, die den Mut hat sich gegen Fremdbestimmung und Unterdrückung zur Wehr zu setzen.“

„‚La Antena‘ findet zwar sehr viel Form, aber keine geeignete, um auch den Inhalt der Geschichte zu erzählen, die eine Art Medienfaschismus zum Inhalt hat. Die Hommage und Weiterentwicklung des Stummfilms der 20er Jahre scheitert aus diesem Grund leider an mangelnder Stringenz.“

## Auszeichnungen (Auswahl)
- 2007: Titanic International Film Festival, Budapest: bester Film[8]
- 2007: Premios Sur der „Academia de las Artes y Ciencias Cinematográficas de la Argentina“ für den besten Ton, den besten Schnitt und das beste Szenenbild[9]
- 2007: Premios Clarín: Nominierung für den besten Film